# Mot derivatiu
Un mot derivatiu és la paraula més simple d'una família, la que conté l'arrel o lexema del que parteix qualsevol mot primitiu sense cap afix o morfema. L'estudi dels mots primitius o derivats pertany a la morfologia. Així, per exemple, “taula” és el mot primitiu de “tauleta”, que és un mot derivat, ja que al lexema “taul”, que aporta el significat bàsic de moble que contenen tots els membres de la família lèxica, “tauleta” afegeix un diminutiu “eta”.